# Mitsubishi 4M4
Двигатели Mitsubishi 4M4 — рядные четырёхцилиндровые дизельные двигатели внутреннего сгорания, производящиеся Mitsubishi Motors с июня 1994 года.

## 4M40
- Тип: рядный, четырёхцилиндровый
- Диаметр цилиндра x ход поршня: 95 мм × 100 мм
- Объём: 2835 см3
- Степень сжатия: 21.0:1
- Мощность: 59—103 кВт (80—138 л. с.) при 4000 об/мин
- Крутящий момент: 191—314 Н⋅м при 2000 об/мин[2][3]

### Устанавливался на
- Mitsubishi Fuso Canter (1996—1999)
- Mitsubishi Pajero (1994—1999)
- Mitsubishi Type 73 (1996—2013)
- Mitsubishi Triton (1998—2006)
- Mitsubishi Colt LDV 4x4 (1999—2009)
- Mitsubishi Delica (1994—2006)

## 4M41
- Тип: рядный, четырёхцилиндровый
- Клапанов: 16
- Клапанный механизм: DOHC
- Диаметр цилиндра x ход поршня: 98,5 мм × 105 мм
- Объём: 3200 см3[4][5]
- Степень сжатия: 16.0:1—17.0:1
- Мощность: 121—147 кВт (162—197 л. с.) при 4000 об/мин
- Крутящий момент: 351—441 Н⋅м при 2000—3000 об/мин[6]

### Устанавливался на
- Mitsubishi Pajero (1999—2009)
- Mitsubishi Triton (2005—2011)
- Mitsubishi Pajero (с 2006)[7]
- Mitsubishi Montero Sport (2008—2011)

## 4M42
- Тип: рядный, четырёхцилиндровый
- Клапанов: 16
- Клапанный механизм: DOHC
- Диаметр цилиндра x ход поршня: 95 мм × 105 мм
- Объём: 2977 см3

Устанавливался на автомобили Mitsubishi Fuso Canter с 2001 по 2010 год